# Jem et les Hologrammes
 (juillet 2008).
Si vous disposez d'ouvrages ou d'articles de référence ou si vous connaissez des sites web de qualité traitant du thème abordé ici, merci de compléter l'article en donnant les références utiles à sa vérifiabilité et en les liant à la section « Notes et références ».
Pour les articles homonymes, voir Jem.
Jem et les Hologrammes (Jem ou Jem and the Holograms) est une série télévisée d'animation américaine en 65 épisodes de 20 minutes, créée par Hasbro dans le but de promouvoir de nouvelles poupées mannequins articulées un peu plus grandes que les poupées Barbie de Mattel. La série fut diffusée aux États-Unis et au Canada entre le 6 octobre 1985 et le 2 mai 1988 en syndication.
En France, la série a été diffusée à partir du 10 septembre 1986 sur TF1 dans l'émission Vitamine et rediffusée entre 1987 et 1990 dans l'émission Club Dorothée puis sur Mangas. Au Québec, elle a été diffusée les samedis à partir du 4 octobre 1986 sur TVA,.
Dans un premier temps, la collection de poupées se vendit bien mais leur prix élevé, leur taille plus grande qui rendait impossible tout échange de vêtements et la concurrence des poupées Barbie provoquèrent la chute des ventes. La série a donc été annulée car elle avait pour but de promouvoir cette ligne de jouets. Ceci explique pourquoi des épisodes n'ont jamais été diffusés même s'ils étaient prêts pour la diffusion.

## Synopsis
Après la mort de son père, Jerrica Benton hérite à 50 % de la maison de disques Starlight Music, ainsi que d'une pension pour orphelines. Elle y habite avec sa sœur cadette, Kimber, et leurs amies Aja et Shana, toutes deux adoptées par M. Benton. L'autre partie de Starlight Music est détenu par Eric Raymond, l'associé de M. Benton. Jerrica n'est donc pas la seule à prendre les décisions dans l'entreprise et ne peut donc pas retirer l'argent comme bon lui semble. Eric Raymond, par contre, n'a aucun scrupule à prendre des décisions sans l'avis de Jerrica.
Il engage alors les Misfits, un groupe pop-rock composé de trois jeunes femmes pleine d'énergie : Pizzazz, Roxy et Stormer. Il organise aussi un concours de groupe. Les Misfits seront les grandes gagnantes de ce concours, mis en scène pour leur faire de la publicité peu dispendieuse étant donné que tous les autres groupes inscrits sont lamentables (Eric s'en est assuré).
Outrée, Jerrica décide de ne pas laisser Eric Raymond détruire la réputation de l'entreprise de son père mais ne sait pas comment s'y prendre. Grâce à des boucles d'oreille, Jerrica rencontre Synergy: une projection holographique créée par un ordinateur très sophistiqué fabriqué par son père. Elle découvre ainsi des instruments de musique, des vêtements et une belle voiture. Jerrica a alors l'idée de créer un groupe de musique elle aussi avec sa sœur et ses amies. Voilà qu'est créé Jem et les hologrammes.
Après avoir ruiné le concours de son coactionnaire sous la forme de Jem, un alter ego créé pour garder son anonymat, Jerrica est la cible des injures d'Eric Raymond. Ce dernier lui lance un défi: Après quelques mois, le groupe le plus populaire entre les Misfits et le groupe de Jem sera représenté par Starlight Music. Les parts de l'entreprise appartiendront aussi, en totalité, à leur manager. Pour pimenter ce défi, un célèbre producteur venu assister au concours décide de donner au groupe gagnant un magnifique manoir ainsi qu'un contrat de film. La guerre entre les Misfits et Jem commence alors sur le champ.
Le résultat du défi étant divulgué assez tôt dans la première saison, le reste des épisodes trouvent chacun leurs raisons pour accroître la rivalté entre Jem et les Misfits dans l'ultime but d'arriver au sommet du palmarès des ventes de disques. Pour accroître le défi un nouveau groupe arrive en ville au début de la troisième saison qui ne fut, malheureusement, que diffusée partiellement. Chaque épisode contient plusieurs chansons inspirées par l'intrigue en cours et, généralement, de courts vidéoclips sont diffusés pour ajouter un support visuel aux chansons (par exemple, dans la chanson I Am a Giant des Misfits, on peut voir Pizzazz, haute d'un immeuble de vingt étages, démontrer ce qu'elle ferait à Jem si elle était une géante).

## Voix françaises
- Catherine Lafond : Jem / Jerrica
- Joëlle Fossier : Pizzazz
- Philippe Ogouz : Eric Raymond
- Virginie Ledieu : Kimber
- Agnès Gribe : Aja
- Claude Chantal : Raya, Roxy
- Françoise Pavy : Stormer
- Jane Val : Synergie
- Jean-Claude Montalban : Zipper, Techrat
- Albert Augier : Howard Sands
- Muriel Montossey : Lindsay Pierce
- Nicolas Brémont : Rio Pacheco

 Source et légende : version française (VF) sur RS Doublage

## Personnages

### Les Hologrammes
- Jem / Jerrica Benton : Elle est la grande sœur de Kimber et se montre très protectrice envers elle, même trop… À la tête de Starlight Music, Jerrica dirige aussi une pension pour orpheline et prend grand soin des filles qui y habitent. Comme toute femme d'affaires, devant aussi gérer le stress de sa double identité, Jerrica, pourtant très douce, peut parfois se montrer dure, chose qu'elle regrette aussitôt. Elle sort avec Rio Pacheco, l'impresario du groupe, mais malgré un amour évident et passionné, elle n'aura de cesse de lui mentir, trop effrayée de lui dire que Jem et elle ne sont qu'une seule et même personne. Jem, l'alter ego de Jerrica, n'est rien moins qu'un hologramme. Jem, c'est la star, celle que tout le monde admire, celle à qui tout le monde voudrait ressembler. Comme toutes les grandes vedettes, Jem a deux visages. C'est ce qui la rend humaine et touchante. Si Jerrica est toujours disponible pour les siens, Jem, quelquefois, a tendance à privilégier sa carrière. Elle sait néanmoins reconnaître ses torts et s'excuser, quand son orgueil d'artiste a pris le dessus. Sans cesse harcelée par les Misfits, Jem n'est pas de celles qui tendent l'autre joue. Jem, comme Jerrica, sait pardonner les erreurs des autres. Très exigeante envers elle-même, elle l'est tout autant avec les autres et s'efforce de faire ressortir le meilleur de chacun. Très perfectionniste, quelque peu narcissique comme toutes les stars, elle n'en est pas moins très généreuse et dévouée. Très souvent, elle risquera sa vie pour venir en aide à quelqu'un, y compris les Misfits.

- Kimber Benton : Benjamine du groupe, elle joue du synthétiseur. Elle est l'auteur de toutes les paroles des chansons de Jem. Forte tête, parfois impulsive (elle quittera deux fois le groupe et enregistrera un album avec Stormer), Kimber a aussi le cœur sur la main. Elle est plutôt volage et blessera plusieurs fois l'orgueil de ses nombreux prétendants : Shawn Harrison, chanteur de country, Jeff Wright, cascadeur, etc. Rio lui fera d'ailleurs de très vives réprimandes. Mais ce qu'il faut retenir de Kimber, c'est que c'est la bonne copine, et que si Jerrica lui tape souvent sur les nerfs, elle l'adore plus que tout.

- Aja Leigh : Aja est la guitariste du groupe. C'est une bête de scène doublée d'un garçon manqué ; elle s'y connaît en mécanique mieux que personne ! Incontestablement la plus loyale des Hologrammes - c'est la seule à n'avoir jamais quitté le groupe ou songé à le faire -, Aja est une fille qui a la tête sur les épaules. Intuitive, elle représente souvent la voix de la sagesse au cours des aventures des hologrammes. Sœur adoptive de Jerrica et de Kimber, elle les aime plus que tout et a toujours une bonne parole en cas de tensions. Aja connaîtra l'amour dans les bras de Craig Phillips, le frère de Stormer.

- Shana Elmsford : Shana est l'autre sœur adoptive de Jerrica et de Kimber. Batteur du groupe, elle est aussi la créatrice de toutes les tenues des Hologrammes. Très loyale, Shana peut se montrer très fière et très sensible, car elle souffre d'un manque de confiance en elle. C'est à cause d'un malentendu, d'ailleurs, qu'elle quittera le groupe. Elle sera alors remplacée à la batterie par Raya. Shana jouera de la guitare quand elle retrouvera le groupe et se montrera très amicale avec sa remplaçante. Shana, d'origine africaine, a bon cœur, mais elle sait aussi se montrer combative si nécessaire.

- Carmen « Raya » Alonso : Raya et Craig Phillips furent les deux finalistes pour remplacer Shana à la batterie. Accueillie à bras ouverts par les Hologrammes, Raya prouva immédiatement sa loyauté à Jem en protégeant son secret qu'elle a appris par hasard. Très douce et relativement discrète, parfois peu sûre d'elle tout comme Shana, la latine du groupe a le sens de la famille. C'est une fille toujours à l'écoute qui se soucie du bonheur des autres avant le sien. Raya est toujours la première à aller consoler ses amies, et malheur à celui ou celle qui s'en prendrait à sa famille ou à l'une de ses nouvelles sœurs ! Jetta en fera d'ailleurs les frais.

### Les Misfits
- Phyllis « Pizzazz » Gabor : Pizzazz est un paradoxe. Est-elle vraiment mauvaise ou cherche-t-elle l'amour et le respect des autres ? Est-ce parce que son père la délaisse, la noyant sous l'argent, qu'elle est devenue odieuse et tyrannique ? Si Pizzazz déteste Jem, elle lui a pourtant sauvé la vie lors d'un attentat, mais elle a tenté, mille fois, de ruiner sa carrière. Chef incontesté des Misfits, très intelligente, Pizzazz est plus proche de Roxy que de Stormer. Quand Jetta rejoint le groupe, Pizzazz trouve son double et se rapproche d'elle. Fort drôle quand elle pique ses colères noires, Pizzazz a aussi ses bons jours.

- Roxanne « Roxy » Pelligrini : Roxy a grandi dans une banlieue pauvre de Philadelphie, sans connaître l'amour d'un foyer. Livrée à elle-même, ne sachant ni lire ni écrire, pourtant point stupide, Roxy apprit seulement la guitare. N'ayant pu compter que sur elle-même, toujours sur la défensive, Roxy est quelque peu agressive - elle est finalement peu sûre d'elle. Quand Jetta rejoignit le groupe, Roxy prit très mal la chose et se rapprocha davantage de Stormer. D'ailleurs, elle quitta un jour le groupe, mais son illettrisme l'obligea à ravaler sa fierté. C'est Banee qui encouragea Roxy, à la grande surprise de cette dernière, à apprendre à lire.

- Mary « Stormer » Phillips : Stormer est la plus talentueuse des Misfits, mais c'est elle qui semble la moins appréciée au sein du groupe. Très sensible, ayant même bon cœur, elle se fait passer pour une « bad girl » de peur que Pizzazz ne la chasse du groupe. En effet, Stormer n'a aucune confiance en son potentiel. Mais plusieurs fois, en secret, elle aide les Hologrammes, car elle n'aime pas les coups tordus des Misfits. Elle adore son frère, Craig, qui vient à son secours quand Pizzazz menacera de la chasser. Elle est aussi devenue amie avec Kimber. Dans cet épisode, Jem lui propose de rejoindre les Hologrammes, mais elle décline l'offre, à la suite des supplications de Pizzazz.

- Sheila « Jetta » Burns : Jetta est la dernière à rejoindre le groupe, Stormer souhaitant apporter un nouveau son à leur musique. Ce fut immédiatement la grande entente entre elle et Pizzazz, Jetta étant aussi arrogante et imprévisible qu'elle. Si Pizzazz est très intelligente, Jetta possède quelque chose que Pizzazz n'a pas : la subtilité. C'est une intrigante, une manipulatrice et une menteuse née, mais Jetta ment à dessein, pour obtenir ce qu'elle désire. Elle se dit, par exemple, l'amie intime de Charles et de Diana, mais Roxy n'est pas dupe, et toutes deux s'affronteront très souvent.

- Eric Raymond : Avant de devenir l'imprésario des Misfits, Eric Raymond fut l'employé du père de Jerrica et de Kimber. Jerrica ayant récupéré la direction de Starlight Music, il utilise les Misfits pour se venger de celle qui l'humilia publiquement. N'ayant aucun sens moral, aimant l'argent, Eric est un lâche. Ayant juré la fin de Jem, il fait souvent appel à son homme de main, Zipper, un idiot tout en muscles, pour faire le sale boulot à sa place, ou à Techrat, un génie en inventions. Si vous croyiez les Misfits mauvaises, Eric est pire ! Il ira jusqu'à brûler les enregistrements uniques de Jacqui Benton, la défunte mère de Jerrica, sous ses propres yeux!

### Les Stingers
Les Stingers sont un groupe introduit dans la troisième saison de la série.
- Rory « Riot » Llewelyn : Tête à claques par excellence, Riot, leader des Stingers, est suffisant, égocentrique, méprisant et superficiel. Obsédé par la mode, fasciné par Jem, ou plus exactement par l'image de Jem, son ambition est de l'éloigner de Rio afin de la faire sienne. Il fut humilié par son père qui le rejeta, souhaitant voir son fils dans l'armée. Riot aide Jem à retrouver le père de Banee.

- Ingrid « Minx » Krüger : D'origine allemande, Minx est une personne très égocentrique, comme les deux autres membres des Stingers, mais, des trois, c'est sûrement la moins mauvaise, car elle est surtout superficielle et peut avoir bon cœur. Très fière de ses origines allemandes, elle considère les américains comme stupides. Vaniteuse, elle prétend pouvoir avoir tous les hommes à ses pieds, et, après un pari avec Rapture, elle n'aura de cesse d'essayer de séduire Rio, déjà bien agacé de voir Jem harcelée par Riot.

- Phoebe « Rapture » Ashe : Quel autre mot que diabolique saurait mieux définir la personnalité de Rapture ? Sa seule motivation, dans la vie, est l'argent, et elle est prête à tout pour en obtenir. Bien plus manipulatrice que peuvent l'être Pizzazz ou Jetta, qui font figure d'enfants de cœur à côté d'elle, Rapture sait user des faiblesses des gens pour les escroquer. Son plus grand plaisir est de faire le mal. Elle n'a de respect pour personne, sinon Minx qu'elle considère comme sa sœur, et Riot. Sa loyauté est acquise aux Stingers et à eux seuls. Rapture est fascinée par l'occulte, prétend deviner l'avenir et être habitée par l'esprit d'Houdini.

### Autres personnages
- Rio Pacheco : Rio, bien avant de travailler pour Jem et les Hologrammes, travaillait déjà pour le père de Jerrica. Les deux jeunes gens tombèrent amoureux, mais lorsque Jerrica devint Jem, elle sema le trouble dans le cœur de Rio ; ce dernier luttant contre son amour pour la star. Imprésario du groupe, c'est un homme honnête, intègre, sur qui l'on peut compter. Il est aussi très jaloux et intransigeant. Détestant les mensonges, il peut se montrer cinglant. La volage Kimber en fera les frais. C'est pour ça que Jerrica décidera de ne jamais lui avouer la vérité. Rio est néanmoins très cool et intrépide.

- Synergy : Synergy n'est pas qu'un simple super ordinateur capable de générer les hologrammes les plus convaincants. Conçue pour ressembler à la mère de Jerrica et de Kimber, Jacqui Benton, Synergy est capable de pensées propres… À maintes reprises, cette formidable intelligence artificielle sauve les Hologrammes des situations les plus périlleuses, n'hésitant pas à se matérialiser, risquant d'être ainsi découverte. Lors d'un épisode, Jerrica se voit contrainte de révéler l'existence de Synergy au président des États-Unis d'Amérique, mais ce dernier, fan de Jem et les Hologrammes, sut garder le secret.

- Techrat - Génie de l'électronique peu social et reclus qui a une profonde aversion à être touché et préférant la compagnie de ses gadgets électroniques à celle des humains, à la seule exception de Minx, avec qui il semble être très gentil. Il habite une étrange cour à ferraille recluse dans laquelle il a établi une sorte de laboratoire où il vit et travaille. Éric Raymond le surnomme son arme secrète, car il invente sur commande des gadgets divers qui sont utilisés contre Jem et les Hologrammes. Son existence restera toujours un mystère, les protagonistes ignoreront toujours son existence.

- Zipper - Homme de main peu brillant d'Eric Raymond, spécialiste en sabotage et autres sales boulots. Il est responsable de l'incinération de la maison Starlight originale dans les premiers épisodes à la suite d'une visite de nuit qui tourne mal. Le personnage disparaît au milieu de la première saison, car jugé trop violent par les censeurs américains.

- Vivien « Vidéo » Montgomery : Vidéo, l'une des meilleures réalisatrices de clips musicaux de ces dernières années, qui est aussi la cousine de Clash, est ce qu'on appelle une femme d'honneur, qui respecte son prochain. Jem est son amie et peu importe de savoir qui elle est vraiment. Aussi, cette dernière lui fait entièrement confiance, et ce, depuis leur toute première rencontre. Vidéo est très sûre d'elle ; c'est quelqu'un sur qui l'on peut compter. Elle croit profondément en ses convictions et ne se laisse ni manipuler ni berner par le premier venu. D'autre part, Vidéo n'aime pas les injustices et sait remettre les pendules à l'heure s'il le faut.

- Constance « Clash » Montgomery : Clash est la cousine de Vidéo, mais c'est surtout la plus grande fan des Misfits. Prête à tout pour devenir l'une d'elles, elle n'a de cesse d'essayer de prouver à Pizzazz qu'elle mérite sa place au sein du groupe. Pizzazz la considère d'abord comme une amie, faisant souvent appel à elle pour l'aider à détruire la réputation de Jem, mais avec l'arrivée de Jetta, elle lui fait tout simplement comprendre qu'elle ne sera jamais qu'une perdante. Clash, au début de la série, arborait une coiffure rouge et bleu avant d'opter pour du violet. Maîtresse du déguisement, Clash est une adversaire de taille pour Jem et les Hologrammes.

- Giselle « Danse » Dvorak : Danse (et non "Dance") est l'une des plus grandes chorégraphes au monde. Très concernée par la protection des enfants, elle est la propriétaire d'une pension pour orphelins appelée « Le Paradis » dont elle est très fière. Cette jeune femme d'origine croate, avec peut-être de lointains ancêtres français, mais rien n'est moins sûr, est quelqu'un d'intègre, de volontaire, de déterminé, de doux et de chaleureux. De par sa grande gentillesse, Danse est aimée et appréciée de tous. Sa loyauté envers Jem, pour qui elle a une grande admiration, et les Hologrammes, n'est pas à remettre en question.

- Lindsay « Lin-Z » Pierce : Lin-Z est un personnage secondaire qui apparaît régulièrement dans la série. Présentatrice populaire d'une émission musicale, c'est elle qui, la première, fit passer Jem et les Hologrammes dans son émission et qui les présenta à Anthony Julian (amoureux de Shana), réalisateur de clips vidéo qui mit en scène Twilight In Paris, le fameux clip tourné à Paris. Lin-Z est professionnelle et rigoureuse. Elle s'efforce de rester toujours neutre dans le conflit qui oppose Jem et les Hologrammes aux Misfits, mais sa loyauté est acquise à Jem dont elle est fan.

- Harvey Gabor : Riche père de Pizzazz gérant un empire financier assez large et qui donne à sa fille ce qu'elle veut à chaque fois qu'elle se plaint. Il n'accorde par beaucoup de temps à sa fille, ce qui la chagrine en secret, plus occupé à faire des affaires. Il lui procurera un studio de cinéma et une maison de disques à certains moments. Il ne forcera que rarement sa fille à prendre la responsabilité de ses actes.

- Régine Césaire : Française d'origine martiniquaise, styliste, assez susceptible, protégée de la comtesse Danielle Du Voisin, une amie d'Howard Sands présentée à Jem et aux Hologrammes dans un épisode.

- Maeve « Astral » Eldrich : Une grande magicienne qui a reçu son savoir des disciples du grand Houdini. Ennemie jurée de Rapture, elle devait apporter une dimension visuelle mystique aux shows de Jem et les Hologrammes.

La dernière saison de la série a été interrompue alors qu'elle était en cours de réalisation. Certains nouveaux personnages qui devaient y apparaître ont été conçus mais ne furent finalement jamais utilisés.

### Personnages non utilisés
- Gwen « Graphix » Snyder : Graphix devait être l'amie et la conceptrice des maquettes de disques des Stingers et des Misfits. Graphix aurait été une nouvelle adversaire pour Jem et les Hologrammes.

## Épisodes
La liste ci-après respecte l'ordre de diffusion originale aux États-Unis qui n'est pas celui de la production.

### Première saison (1985-1987)
1. Souvenirs, souvenirs (The Beginning)
2. La Catastrophe (Disaster)
3. Vidéo clip (Kimber's Rebellion)
4. Las Vegas (Frame Up)
5. Synergie (Battle of the Bands)
6. L'Étoile filante [1/3] (Starbright: Falling Star [1/3])
7. Le Chantage [2/3] (Starbright: Colliding Stars [2/3])
8. Le Procès [3/3] (Starbright: Rising Star [3/3])
9. La Grande Aventure (The World Hunger Shindig)
10. Voyage en Chine (Adventure in China)
11. Sport d'hiver (Last Resorts)
12. Défilé de mode (In Stitches)
13. L'Oscar [1/2] (The Music Awards [1/2])
14. L'Oscar [2/2] (The Music Awards [2/2])
15. Les Photos (The Rock Fashion Book)
16. Broadway Magic (Broadway Magic)
17. Le Dernier Risque (In Search of the Stolen Album)
18. Récital à Hawaii (Hot Time in Hawaii)
19. La Princesse et la Chanteuse (The Princess and the Singer)
20. La Déception (Island of Deception)
21. Le Rock de la nostalgie (Old Meets New)
22. Intrigue à Indy 500 (Intrigue at the Indy 500)
23. Le Grand Concert [1/2] (The Jem Jam [1/2])
24. Le Grand Concert [2/2] (The Jem Jam [2/2])
25. Vive la culture (Culture Clash)
26. La Course au disque d'or (Glitter and Gold)

### Deuxième saison (1987-1988)
1. La Recherche des talents [1/2] (The Talent Search [1/2])
2. La Recherche des talents [2/2] (The Talent Search [2/2])
3. Scandale (Scandal)
4. On n'est plus à une Jem près (One Jem Too Many)
5. Un rythme endiablé (The Bands Break Up)
6. L'Admirateur (The Fan)
7. La Fête des pères (Father's Day)
8. La Chasse au trésor (The Treasure Hunt)
9. Le Sortilège aztèque (Aztec Enchantment)
10. La Magie de la musique (Music is Magic)
11. Le Joueur de jazz (The Jazz Player)
12. Vous dansez ? (Danse Time)
13. Les Grandes Bagarres (Roxy Rumbles)
14. Alone Again (Alone Again)
15. KJEM (KJEM)
16. Tours et détours (Trick or Techrat)
17. Le Dilemme présidentiel (The Presidential Dilemma)
18. L'Express rock'n roll (Rock'n Roll Express)
19. Mardi Gras (Mardi Gras)
20. Au milieu de nulle part (The Middle of Nowhere)
21. Une belle fête d'époque (Renaissance Woman)
22. Le Grand Voyage (Journey to Shangri-La)
23. Le Voyage à travers le temps (Journey Through Time)
24. Les Imposteurs (Britrock)
25. Souvenirs du passé (Out of the Past)
26. Et la gagnante est… [1/2] (Hollywood Jem: For your Consideration [1/2])
27. Et la gagnante est… [2/2] (Hollywood Jem: For your Consideration [2/2])

### Troisième saison (1988)
1. Les Stingers sont en ville [1/2] (The Stingers Hit Town [1/2])
2. Les Stingers sont en ville [2/2] (The Stingers Hit Town [2/2])
3. La guerre des vidéos (Video Wars)
4. La Belle et le Promoteur de rock (Beauty and the Rock Promoter)
5. Retour au pays (Homeland, Heartland)
6. La Folie nocturne (Midsummer Night's Madness)
7. Le jour où la musique s'est arrêtée (The Day the Music Died)
8. Le Cher Oudini (That Old Houdini Magic)
9. Droit au cœur (Straight from the Heart)
10. Un problème de cœur (A Change of Heart)
11. Les Espoirs de Riot (Riot's Hope)
12. Le Rôle du père (A Father Should Be…)

## Poupées
En 1985, la société américaine Hasbro décide de produire une série de poupées mannequins à l'effigie des personnages du dessin animé. Une présentation est programmée à la Foire du jouet du mois de février. Pour les contrer, la société concurrente, Mattel, lance à grand renfort de publicité et ce, dès l'ouverture du salon, la ligne Barbie et les Rock Stars (Barbie and the Rockers).
La gamme comprend les poupées, les habillages ainsi que des accessoires toujours liés à la musique (studio, scène…). Chaque poupée est accompagnée d'une cassette audio comprenant des chansons de Jem et les Hologrammes.
L'effet de curiosité autour des poupées Jem et les Hologrammes s’essoufflant rapidement, Hasbro abandonne la fabrication dès 1987. Selon les spécialistes du secteur, leur taille trop élevée (31 cm, contre 25 cm pour Barbie) ne permettant pas l'échange de tenues serait la principale raison de cet échec.

## Adaptation cinématographique
Une adaptation de Jem et les hologrammes est réalisée par Jon Chu et sortie aux États-Unis le 23 octobre 2015. Le tournage de la production débute en avril 2014[réf. à confirmer]. Aubrey Peeples interprète le rôle de Jem, Stefanie Scott celui de Kimber, Hayley Kiyoko celui d'Aja et Aurora Perrineau celui de Shanna. Le rôle de Rio est attribué à l'acteur Ryan Guzman. Molly Ringwald et Juliette Lewis jouent respectivement la gardienne de Starlight House Mme Bailey et l'antagoniste de la série, Erica Raymond (Eric Raymond dans le dessin animé).